# بس ریوز
بس ریوز (به انگلیسی: Bass Reeves) (ژوئیه ۱۸۳۸- ۱۲ ژانویه ۱۹۱۰) یک مجری قانون آمریکایی بود که از نظر تاریخی به عنوان اولین معاون سیاه‌پوست مارشال ایالات متحده در غرب رودخانه می‌سی‌سی‌پی یاد می‌شود. او بیش‌تر در آرکانزاس و منطقه اوکلاهما کار می‌کرد. ریوز در طول فعالیت طولانی خود، بیش از ۳۰۰۰ نفر از فراریان خطرناک را دستگیر کرد و ۱۴ نفر از آنها را برای دفاع از خود به ضرب گلوله کشت.